# Christina Schwanitz
Pour les articles homonymes, voir Schwanitz.
Christina Schwanitz (née le 24 décembre 1985 à Dresde) est une athlète allemande spécialiste du lancer du poids, championne du monde en 2015 et championne d'Europe en 2014 et 2016.

## Biographie
Christina Schwanitz monte sur la troisième marche du podium des Championnats du monde juniors 2004 de Grosseto, puis remporte dès l'année suivante à Erfurt la médaille d'argent des Championnats d'Europe espoirs derrière sa compatriote Petra Lammert. 
En 2008, l'Allemande améliore ses records personnels en salle et en plein air du lancer du poids en réalisant respectivement 19,68 m en février lors du meeting en salle de Chemnitz, puis 19,31 m en juin à Schönebeck. Elle se classe onzième des Jeux olympiques de Pékin (18,27 m) et douzième des Championnats du monde de Berlin en 2009 (17,84 m).
En 2011, elle se classe deuxième des Championnats d'Europe en salle de Paris-Bercy, derrière la Russe Anna Avdeyeva, et douzième des Championnats du monde de Daegu. L'année suivante, elle termine à la cinquième place des Championnats d'Europe d'Helsinki, et la dixième place des Jeux olympiques de Londres.
Christina Schwanitz remporte les Championnats d'Europe en salle 2013, à Göteborg avec un jet à 19,25 m, devançant notamment la Russe Yevgeniya Kolodko et la Biélorusse Alena Kopets. En mai 2013, elle franchit pour la première fois la limite des 20 mètres à l'occasion du meeting Diamond League du Shanghai Golden Grand Prix, en établissant la marque de 20,20 m. Aux championnats du monde 2013, à Moscou, elle s'incline devant Valerie Adams mais remporte la médaille d'argent en portant son record personnel à 20,41 m.
Médaillée d'argent des championnats du monde en salle, à Sopot, derrière Valerie Adams, avec un jet à 19,94 m, elle s'impose lors des championnats d'Europe par équipes de Brunswick. En août 2014, à Zurich, elle remporte son premier titre continental en plein air en s'imposant en finale des championnats d'Europe avec la marque de 19,90 m, devançant sur le podium la Russe Yevgeniya Kolodko et la Hongroise Anita Márton. Elle profite de l'absence pour blessure de Valerie Adams pour remporter en fin de saison 2014 la Coupe continentale de Marrakech.
En mai 2015, à Pékin, Christina Schwanitz porte son record personnel à 20,77 m puis remporte le 22 août dans cette même ville le titre planétaire avec un jet à 20,37 m. Le 7 juillet, l'Allemande conserve son titre européen à l'occasion des Championnats d'Europe d'Amsterdam avec un jet à 20,17 m, meilleure performance européenne de l'année. Elle devance sur le podium la Hongroise Anita Márton (18,72 m) et la Turque Emel Dereli (18,22 m).
Elle est absente durant la saison 2017 pour maternité.

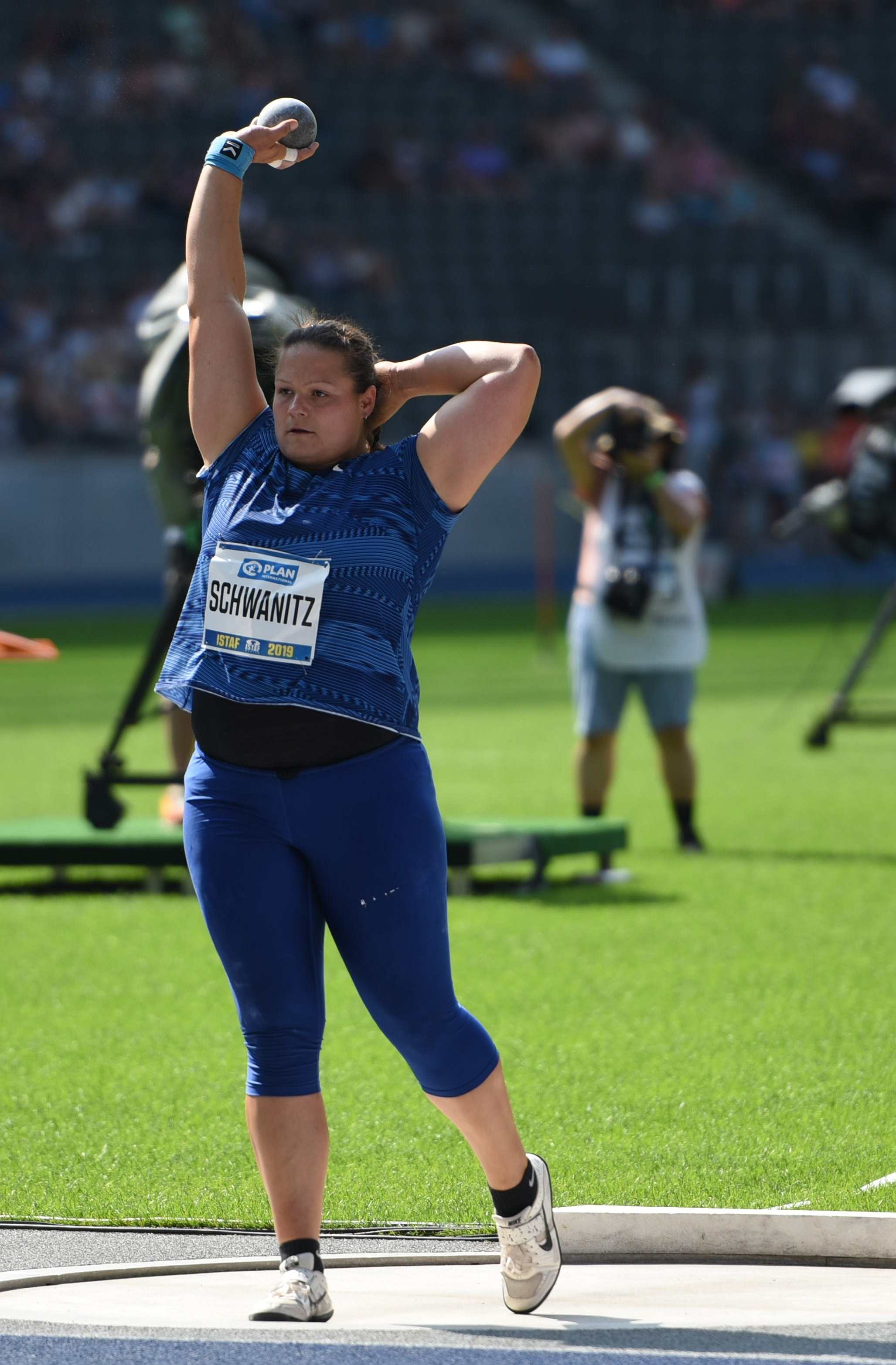
Christine Schwanitz, 2019

Christina Schwanitz fait son retour de maternité le 12 mai 2018, à Halle, et lance déjà au-delà des 19 mètres, avec 19,39 m. Elle continue une série impressionnante de victoires, 4 en Allemagne avec des jets tous au-delà de 19,13 m, dont le meilleur à 19,50 m. Le 8 juin, elle prend part à sa première compétition à l'étranger, à Huelva (Espagne), et s'impose avec 19,21 m. Le 13 juillet, elle remporte son premier meeting de ligue de diamant 2018 à Rabat avec 19,40 m. Le 19 juillet, à Monaco, elle subit sa première défaite, terminant 3e avec 19,51 m. Le lendemain, elle devient championne d'Allemagne avec 20,06 m.
Le 22 juillet, alors qu'elle est en route pour rejoindre le studio de la chaîne de télévision ZDF, Christina Schwanitz est impliquée dans un accident de la route, alors qu'elle roulait à 140 km/h. Blessée à la main, elle est contrainte de porter une attelle, mais annonce tout de même sa participation pour aux championnats d'Europe de Berlin, dont les qualifications du lancer du poids se déroulent le 7 août. Le 7 août, aux championnats d'Europe, l'Allemande passe sans encombre les qualifications avec 18,83 m. Le lendemain, elle ne parvient pas à conserver ses titres remportés en 2014 et 2016, décrochant la médaille d'argent avec 19,19 m, derrière la Polonaise Paulina Guba, auteure de 19,33 m à sa dernière tentative.
Elle remporte la médaille de bronze des championnats du monde 2019 à Doha avec 19,17 m, derrière Gong Lijiao et Danniel Thomas-Dodd.
3e des championnats d'Allemagne en salle 2022 avec 18,49 m, elle annonce à l'issue du concours sa retraite sportive.

## Vie privée
Le 8 juillet 2017, elle donne naissance à des jumelles.

## Palmarès
| Date | Compétition                        | Lieu                               | Résultat | Marque  |
| ---- | ---------------------------------- | ---------------------------------- | -------- | ------- |
| 2004 | Championnats du monde juniors      | Grosseto                           | 3e       | 16,52 m |
| 2005 | Championnats d'Europe espoirs      | Erfurt                             | 2e       | 18,64 m |
| 2008 | Championnats du monde en salle     | Valence                            | 5e       | 18,55 m |
| 2008 | Coupe d'Europe                     | Annecy                             | 1re      | 18,55 m |
| 2008 | Jeux olympiques                    | Pékin                              | 9e       | 18,55 m |
| 2009 | Championnats du monde              | Berlin                             | 12e      | 17,84 m |
| 2011 | Championnats d'Europe en salle     | Paris                              | 2e       | 18,65 m |
| 2011 | Championnats du monde              | Daegu                              | 11e      | 17,96 m |
| 2012 | Championnats d'Europe              | Helsinki                           | 5e       | 18,25 m |
| 2012 | Jeux olympiques                    | Londres                            | 9e       | 18,47 m |
| 2013 | Championnats d'Europe en salle     | Göteborg                           | 1re      | 19,25 m |
| 2013 | Championnats d'Europe par équipes  | Gateshead                          | 1re      | 19,30 m |
| 2013 | Championnats du monde              | Moscou                             | 2e       | 20,41 m |
| 2014 | Championnats du monde en salle     | Sopot                              | 2e       | 19,94 m |
| 2014 | Championnats d'Europe par équipes  | Brunswick                          | 1re      | 19,43 m |
| 2014 | Championnats d'Europe              | Zurich                             | 1re      | 19,90 m |
| 2014 | Coupe continentale                 | Marrakech                          | 1re      | 20,02 m |
| 2015 | Championnats d'Europe par équipes  | Tcheboksary                        | 1re      | 19,82 m |
| 2015 | Championnats du monde              | Pékin                              | 1re      | 20,37 m |
| 2015 | Ligue de diamant                   | Ligue de diamant                   | 1re      | détails |
| 2016 | Championnats d'Europe              | Amsterdam                          | 1re      | 20,17 m |
| 2016 | Jeux olympiques                    | Rio de Janeiro                     | 6e       | 19,03 m |
| 2017 | Circuit mondial en salle de l'IAAF | Circuit mondial en salle de l'IAAF | 2e       | détails |
| 2018 | Championnats d'Europe              | Berlin                             | 2e       | 19,19 m |
| 2018 | Ligue de diamant                   | Ligue de diamant                   | 3e       | 19,50 m |
| 2018 | Coupe continentale                 | Ostrava                            | 2e       | 19,73 m |
| 2019 | Circuit mondial en salle de l'IAAF | Circuit mondial en salle de l'IAAF | 1re      | détails |
| 2019 | Championnats d'Europe en salle     | Glasgow                            | 2e       | 19,11 m |
| 2019 | Championnats d'Europe par équipes  | Bydgoszcz                          | 1re      | 18,93 m |
| 2019 | Ligue de diamant                   | Ligue de diamant                   | 3e       | 19,37 m |
| 2019 | Championnats du monde              | Doha                               | 3e       | 19,17 m |
| 2021 | Championnats d'Europe en salle     | Toruń                              | 3e       | 19,04 m |

## Records
| Épreuve         | Épreuve   | Marque  | Lieu     | Date           |
| --------------- | --------- | ------- | -------- | -------------- |
| Lancer du poids | Plein air | 20,77 m | Pékin    | 20 mai 2015    |
| Lancer du poids | En salle  | 20,05 m | Rochlitz | 2 février 2014 |